# Palazzo Graziani
Il palazzo Graziani è un edificio storico di Alvito, in provincia di Frosinone. Prende nome dall'omonima famiglia di armentari abruzzesi originari di Villetta Barrea.

## Storia
L'edificio è stato costruito nel 1841, per volere di Marco Graziani, che due anni prima, assieme a suo cugino Pietrantonio Sipari, aveva cercato invano di acquistare sempre in Alvito il palazzo ex feudale dei Gallio.
Nella prima metà del XX secolo ha ospitato un museo, formato delle collezioni di Achille Graziani, in cui spiccavano epigrafi osche e sannite.

## Architettura
L'edificio, assieme a quello prospiciente e di poco successivo, cioè palazzo Sipari, forma il complesso immobiliare conclusivo del corso Gallio, prima di Porta Jacobelli, l'antica porta di uscita dal centro di Alvito verso oriente.
Palazzo Graziani si compone di tre piani, caratterizzati come segue: 
- piano terra: oltre al portone principale, sovrastato da balcone a mensola di pietra, presenta diversi portali interessati da botteghe e attività commerciali; il suo intonaco è stato decorato a riquadri orizzontali;
- primo piano: presenta, in corrispondenza dei portali sottostanti, una serie di finezze a tutta altezza con ringhiere.
- secondo piano: presenta una serie di finestre più piccole con volute e cornici.